# Ministre de la Santé mentale (Royaume-Uni)
Le sous-secrétaire d'État parlementaire à la Sécurité des patients, à la Santé des femmes et à la Santé mentale (également connu sous le nom de Ministre de la santé mentale) est un poste de niveau intermédiaire au ministère de la Santé et des Affaires sociales du gouvernement britannique. 
Le poste est actuellement occupé par Gillian Merron qui a pris ses fonctions le 10 juillet 2024.
Le ministre est responsable des services de santé mentale et de prévention du suicide. Le ministre est suivi par le Secrétaire d’État à la Santé mentale du cabinet fantôme.

## Histoire
À l'occasion de la Journée mondiale de la santé mentale 2018, la Première ministre Theresa May a nommé Jackie Doyle-Price première ministre britannique de la prévention du suicide. Cela s'est produit alors que le gouvernement britannique accueillait le tout premier sommet mondial sur la santé mentale.
En juillet 2020, l'ancienne parlementaire Arrière-ban et infirmière Nadine Dorries a été nommée en tant que ministre de la santé mentale par le premier ministre entrant Boris Johnson. En mars 2020, le département de la Santé a révélé que Dorries avait été testé positif au COVID-19. Elle s'est depuis rétablie. En tant que ministre, Dorries a été chargée de la santé mentale pendant la Pandémie de Covid-19 au Royaume-Uni.
En octobre 2020, le ministre a abordé les problèmes de santé mentale concernant les risques de suicide des femmes anorexiques.
En janvier 2021, le ministre a fait part au Parlement de la réponse du gouvernement à l'examen indépendant de la sécurité des médicaments et des dispositifs médicaux.
En février 2021, le ministre s'est engagé à augmenter les dépenses gouvernementales en santé mentale à la suite des blocages pendant la pandémie de COVID-19.

## Responsabilités
Le ministre est responsable de ce qui suit :
- COVID-19 :
  - tester et tracer : contenir le framework
  - distanciation sociale
- Santé mentale
- Prévention du suicide et prévention des crises
- santé du délinquant
- groupes vulnérables
- sécurité du patient
- stratégie pour la santé des femmes
- maternity care
- demandes de renseignements
- expérience des patients
- règlementation cosmétique
- parrainage de :
  - NHS Resolution
  - CQC

## Liste des ministres de la santé mentale
| Nom | Nom | Portrait | Mandat | Mandat | Parti Politique                                                                                                   | Premier ministre                                                                                                  | Premier ministre                                                                                                  |
| Sous-secrétaire d'État parlementaire à la Santé mentale, à la Prévention du suicide et à la Sécurité des patients | Sous-secrétaire d'État parlementaire à la Santé mentale, à la Prévention du suicide et à la Sécurité des patients | Sous-secrétaire d'État parlementaire à la Santé mentale, à la Prévention du suicide et à la Sécurité des patients | Sous-secrétaire d'État parlementaire à la Santé mentale, à la Prévention du suicide et à la Sécurité des patients | Sous-secrétaire d'État parlementaire à la Santé mentale, à la Prévention du suicide et à la Sécurité des patients | Sous-secrétaire d'État parlementaire à la Santé mentale, à la Prévention du suicide et à la Sécurité des patients | Sous-secrétaire d'État parlementaire à la Santé mentale, à la Prévention du suicide et à la Sécurité des patients | Sous-secrétaire d'État parlementaire à la Santé mentale, à la Prévention du suicide et à la Sécurité des patients |
| --- | --- | --- | --- | --- | --- | --- | --- |
| | Jackie Doyle-Price MP pour Thurrock                                                                               | | 14 juin 2017 | 27 juillet 2019                                                                                                   | Conservateur | | Theresa May (II)                                                                                                  |
| | Nadine Dorries MP pour Mid Bedfordshire                                                                           | | 27 juillet 2019                                                                                                   | 11 mai 2020 | Conservateur | | Boris Johnson (l) + (ll)                                                                                          |
| Ministre d'État à la Santé mentale, à la Prévention du suicide et à la Sécurité des patients                      | | | | | | | |
| | Nadine Dorries MP pour Mid Bedfordshire                                                                           | | 11 mai 2020 | 16 septembre 2021                                                                                                 | Conservateur | | Boris Johnson (ll)                                                                                                |
| Ministre d'État aux Soins et à la Santé mentale                                                                   | | | | | | | |
| | Gillian Keegan MP pour Chichester                                                                                 | | 16 septembre 2021                                                                                                 | 8 septembre 2022                                                                                                  | Conservateur | | Boris Johnson (ll)                                                                                                |
| Sous-secrétaire d'État parlementaire à la Santé mentale et à la Santé publique                                    | | | | | | | |
| | Caroline Johnson MP pour Sleaford et North Hykeham                                                                | | 8 septembre 2022                                                                                                  | 27 octobre 2022                                                                                                   | Conservateur | | Liz Truss Rishi Sunak (l + l)                                                                                     |
| Sous-secrétaire d'État parlementaire à la Santé mentale et à la Stratégie pour la santé des femmes                | | | | | | | |
| | Maria Caulfield MP pour Lewes                                                                                     | | 27 octobre 2022                                                                                                   | 5 juillet 2024 | Conservateur | | Rishi Sunak (l)                                                                                                   |
| Sous-secrétaire d'État parlementaire à la Sécurité des patients, à la Santé des femmes et à la Santé mentale      | | | | | | | |
| | Gillian Merron | | 10 juillet 2024                                                                                                   | en cours | Travailliste | | Keir Starmer (l)                                                                                                  |

## Secrétaire d’État à la Santé mentale du cabinet fantôme
- Luciana Berger (ministre fantôme de la Santé mentale)
- Barbara Keeley (ministre fantôme de la Santé mentale et des Affaires sociales)
- Rosena Allin-Khan (ministre fantôme de la Santé mentale de 2020 à 2021 puis secrétaire d'État fantôme de la Santé mentale de 2021 à 2023)
- Abena Oppong-Asare (ministre fantôme de la Santé des Femmes et de la Santé mentale de 2023 à 2024)